# Amt Bernstein

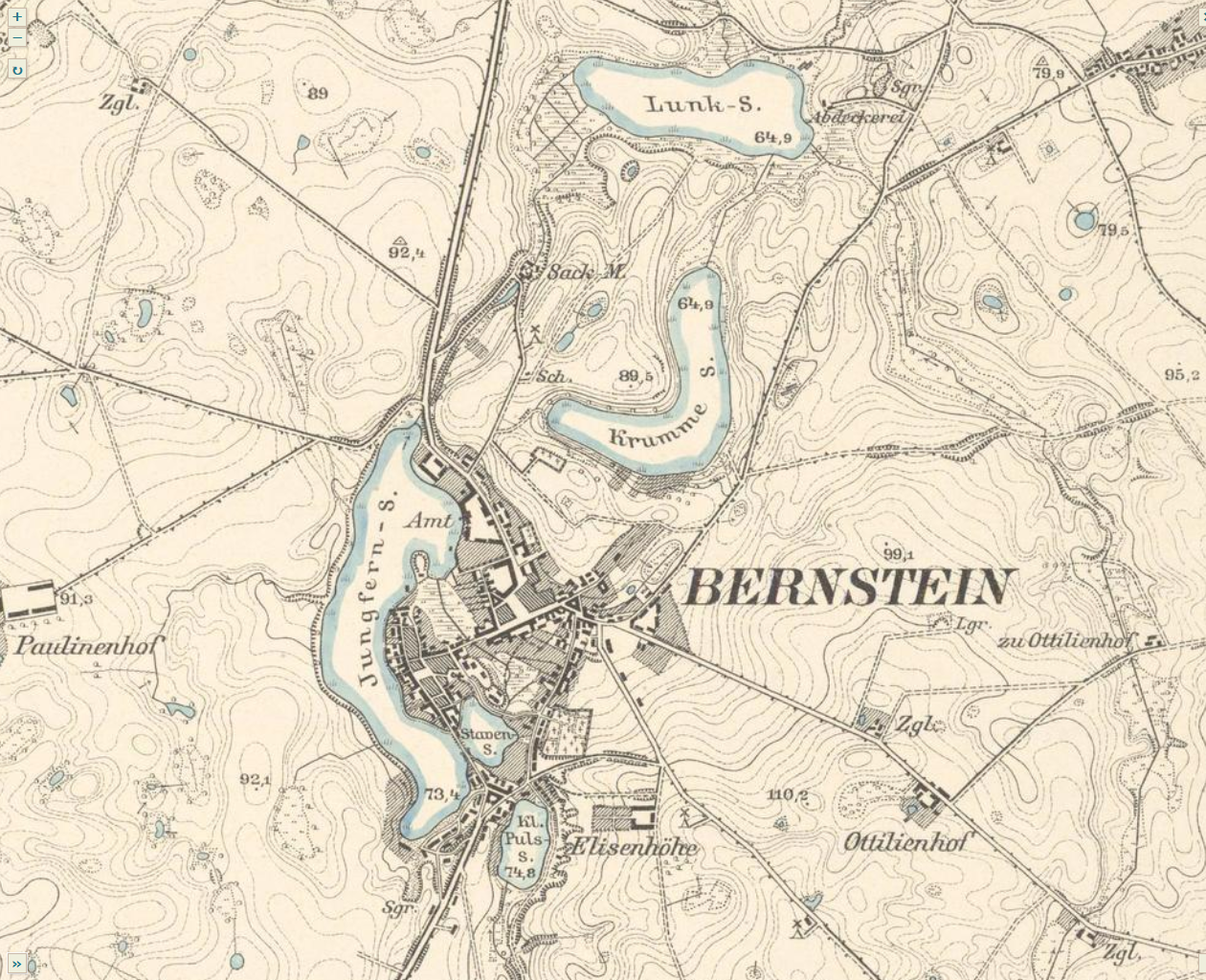
Bernstein auf dem Meßtischblatt 1490 1:25.000 von 1891. Die früheren Amtsgebäude lagen nordöstlich der Altstadt am Ostufer Jungfernsee. Nördlich davon liegt die Sackmühle.

Das Amt Bernstein war ein kurfürstlich-brandenburgisches, später königlich-preußisches Domänenamt, das 1561(?) aus dem Besitz des säkularisierten Klosters Bernstein gebildet wurde. Es wurde 1571 an die von Wulkow verliehen, 1728 wieder zurückgekauft und zunächst dem Amt Dölitz in Pommern zugewiesen. Ab 1744 wurde es wieder verselbständigt. 1872/4 wurde es aufgelöst.

## Lage
Das Amtsgebiet des Amtes Bernstein war nicht zusammenhängend. Bernstein und Bärfelde waren eine Beinahe-Exklave des Arnswalder Kreises, fast völlig im Pyritzer Kreis von Pommern gelegen. Lediglich im Südwesten grenzte die Stadtfeldmark von Bernstein über eine kurze Erstreckung an den Soldiner Kreis der Mark Brandenburg. Siede war durch die Feldmark Hohengrape vom übrigen Amtsgebiet getrennt, grenzte jedoch an die Stadtfeldmark von Berlinchen. Hohengrape gehörte ursprünglich teils zu Pommern, teils zum Arnswalder Kreis. Nach dem Tausch von 1773 gehörten nur noch zwei Feuerstellen zum Arnswalder Kreis, der Rest war in Adelsbesitz und gehörte zu Pommern. Das Gebiet des Amtes Bernstein einschließlich von Hohengrape kam in der Kreisreform von 1816/7 an den Kreis Soldin.
Nach dem Zweiten Weltkrieg kam das ehemalige Amtsgebiet an Polen und liegt heute im Powiat Choszczeński im Südwesten der Woiwodschaft Westpommern.

## Geschichte
1290 stiftete Markgraf Albrecht III. das Zisterzienserinnenkloster Bernstein, im damaligen Land Bernstein. Die Landeszugehörigkeit des Klosters bzw. des Landes Bernstein wechselte ab 1315 mehrmals zwischen Pommern und der Mark Brandenburg. 1561(?) wurde das Kloster säkularisiert und seine Besitzungen in ein landesherrliches Amt umgewandelt (Amt Bernstein). Seit 1535 gehörte das Gebiet definitiv zur Neumark und bis 1571 zum brandenburgischen Teilfürstentum Brandenburg-Küstrin.
1571 wurden die ehemaligen Klosterbesitzungen an die Familie von Wulkow verliehen. 1727–29 wurden sie vom Fiskus aus der Konkursmasse des verstorbenen Geheimen Rates und Direktors Georg von Waldow für 60.000 Taler erworben und zunächst dem pommerischen Amt Dölitz zugewiesen. Sie wurden ab 1735 verpachtet. 1744 wurden die ehemaligen Klosterbesitzungen verselbständigt und dafür das Amt Bernstein geschaffen. Amtssitz war das ehemalige Kloster Bernstein. Es gehörte bis 1802 administrativ zur Stettinischen Kammer in Pommern, erst danach zur Neumärkischen Kriegs- und Domänenkammer.

## Zugehörige Orte
Die Zusammenstellung bei Berthold Schulze ist unvollständig und wurde mit den Angaben von Friedrich Wilhelm August Bratring (Stand 1803) und den Topographischen Übersichten des Regierungsbezirks Frankfurt/Oder (Stand: 1818, 1840, 1864) ergänzt:
- Bärfelde (Mieszkowice) (1803: Dorf und Amtsvorwerk), Windmühle. zwei Bauern gehören zum Pyritzer Kreis in Pommern. Das Vorwerk hatte eine Größe von 872 Morgen. 1730 wurde dort eine Windmühle erbaut.[3][4] Ein Anteil war in Adelsbesitz und wurde 1773 gegen das Vorwerk in Hohengrape eingetauscht.
- Berndshöhe (Wierzchno) (1867: Vorwerk). Wurde zwischen 1840 und 1864 auf Amtsgebiet angelegt.[5][6]
- Bernstein (Pełczyce) (1803: Stadt und Amtssitzvorwerk, Wassermühle, Klostergut, Schlossgut und Berggut). Die Stadt Bernstein gehörte nicht zum Besitz des Klosters Bernstein, sondern war ursprünglich immediat. 1485 war sie von Kurfürst Johann an die Gebrüder Hans und Hans von Waldow verliehen worden.[7] Erst 1728 kam sie mit den ehemaligen, an die von Waldow verliehenen Klosterbesitzungen an den Fiskus. Das Berggut war 1803 eine Schäferei. Das Klostergut war Sitz des Amtes Bernstein. Das Schlossgut wurde zusammen mit dem Berggut bewirtschaftet.
- Brunken II, Forst-Etablissement. Angelegt zwischen 1840 und 1864.[5][6]
- In dem Buchholze, Försterei (1803), zwischen Bernstein und Gottberg gelegen (nicht lokalisiert)
- Buchholz (Bukwica) (1853: Vorwerk). Wurde 1833 auf Amtsgebiet angelegt.[8]
- Kleine Mühle, Wassermühle beim Berggut vor Bernstein am Großen Polzsee, Erbzinsmühle (1803) (nicht lokalisiert)
- Kuckmühle (Kukadło) (1803: Wassermühle). Lag nordöstlich von Bernstein (hier )
- Hohengrape (Chrapowo). Beim Erwerb der Klostergüter 1728 war auch das Vorwerk in Hohengrape dabei. Am 25. November 1773 vertauschte Major Ernst Sigismund von Schöning einen in seinem Besitz befindlichen Anteil von Bärfelde gegen das Amtsvorwerk in Hohengrape.[9][4] Nach 1729 fanden am Vorwerk Baumaßnahmen statt.[10]
- Mischentanger, Kolonie. Angelegt zwischen 1840 und 1864.[5][6]
- Neuer Krug, Krug. Angelegt zwischen 1840 und 1864.[5][6]
- Rahmhütte, Rahm- und Teerschwelerei. Angelegt zwischen 1840 und 1864.[5][6]
- Rauschmühle, Wassermühle (1803), südöstlich vom Amtsvorwerk Siede (existiert nicht mehr, etwa ). Zur Erbzinsmühle gehörten 27 Morgen Grundstücke.
- Sackmühle, Wassermühle, unweit Bernstein am Jungfernsee, Erbzinsmühle (1803). Lag etwa  hier.
- Siede (Żydowo) (1803: Amtsvorwerk). In dem Ort lag ein Amtsvorwerk, das als Schäferei mit 160 Morgen Grundstücken betrieben wurde. Das Vorwerk wurde um 1840 verkauft.[11][5][12]
- Wuckensee, Kolonie mit einem Teerofen. Angelegt zwischen 1840 und 1864.[5][6]

1847 wurden die Vorwerke Klausdorf (Płonno) und Herzfelde (Golejewo) vom Amt Karzig abgetrennt und dem Amt Bernstein zugewiesen. Die Kassenverwaltung des Amtes Bernstein wurde 1856 aufgelöst und auf das Amt Karzig übertragen. Im Zuge der Kreisreform von 1872 wurde das Amt Bernstein aufgelöst.

## Amtshauptmann
Einzig bisher namhaft gemachter Amtshauptmann des alten Amtes Bernstein war Georg von Waldow, der 1569 dieses Amt innehatte.

## Amtleute
- 1745–47 Daniel Thiedemann[15][16]
- 1751–1771 Heinrich Sigismund Georgi[17][18]
- 1771 Carl Friedrich Sydow, Amtmann[19][20]
- 1787–1807 Adam Ephraim Jacoby[21][22][23]
- 1818 bis 1828 Paulke, Amtmann[24][25]
- 1832 Schleisner, Oberamtmann[26]
- 1843 Schleisner, Oberamtmann[27]
- 1848 Schleusener, Oberamtmann[28]
- 1852 Schleusener, Oberamtmann[29]
- 1854 Schleusener Erben[30]
- 1855–72 Witwe Schleusener[31][32]